# Portal para la Acción Climática Mundial (NAZCA)
El portal para la Acción Climática Mundial, originalmente conocido como Zona de actores no estatales para la acción climática (NAZCA, por sus siglas en inglés), es un sitio web lanzado en 2014 por la Convención Marco de las Naciones Unidas sobre el Cambio Climático (CMNUCC). El propósito del sitio web es proporcionar información sobre acciones climáticas en todo el mundo. El sitio contiene compromisos de países, ciudades, empresas y coaliciones internacionales, incluidos los que forman parte del Acuerdo de París. A noviembre de 2020, el portal contiene 27 715 acciones comprometidas por 18 279 actores.
El sitio es importante porque, incluso si se cumplen todas las promesas del Acuerdo de París como en 2019, todavía se espera que la temperatura aumente en 3.2 °C en el siglo XXI. Pero, un informe publicado en septiembre de 2019 antes de la Cumbre de Acción Climática de la ONU de 2019 establece que la implementación total de todos los compromisos asumidos por coaliciones internacionales, países, ciudades, regiones y empresas (no solo en el Acuerdo de París) será suficiente para limitar el aumento de temperatura esperado a 2 °C pero no a 1.5 °C. En la Cumbre de Acción Climática de la ONU de 2019 y más tarde en 2019 se hicieron nuevos compromisos. Toda la información sobre las promesas se transmite al sitio, lo que ayuda a la comunidad científica a rastrear su cumplimiento.